# Вєнцкувка
Вєнцкувка (пол. Więckówka) — гірська річка в Польщі, у Тарновському повіті Малопольського воєводства. Ліва притока Дунайця, (басейн Балтійського моря).

## Опис
Довжина річки приблизно 10,86 км, падіння річки 90 м, похил річки 8,29 м/км, найкоротша відстань між витоком і гирлом — 8,42 км, коефіцієнт звивистості річки — 1,29. Формується притокою, безіменними струмками та частково каналізована

## Розташування
Бере початок на північно-східних схилах гори Домброва (409 м) на висоті 290 м над рівнем моря у селі Грабно (гміна Войнич). Тече переважно на північний схід через Рудку, Венцковиці, місто Войнич і на висоті 200 м над рівнем моря на південно-східній околиці села Лукановиці впадає у річку Дунаєць, праву притоку Вісли.

## Притоки
- Мілувка (права)[1].

## Цікаві факти
- У пригирловій частині річку перетинає автошлях місцевого значення № 975.
- Навколо річки пролягають туристичні шляхи, яки на мапі туристичній значиться кольором: зеленим (Домброва (409м) — Грабно — Рудка — Венцковіце — Войнич); синім (Домброва (409м) — Вольниця (408 м) — Завада-Лянцкоронська); чорним (Вольниця (408 м) — Панянська (331м))[3].